# Hanwa-autosnelweg

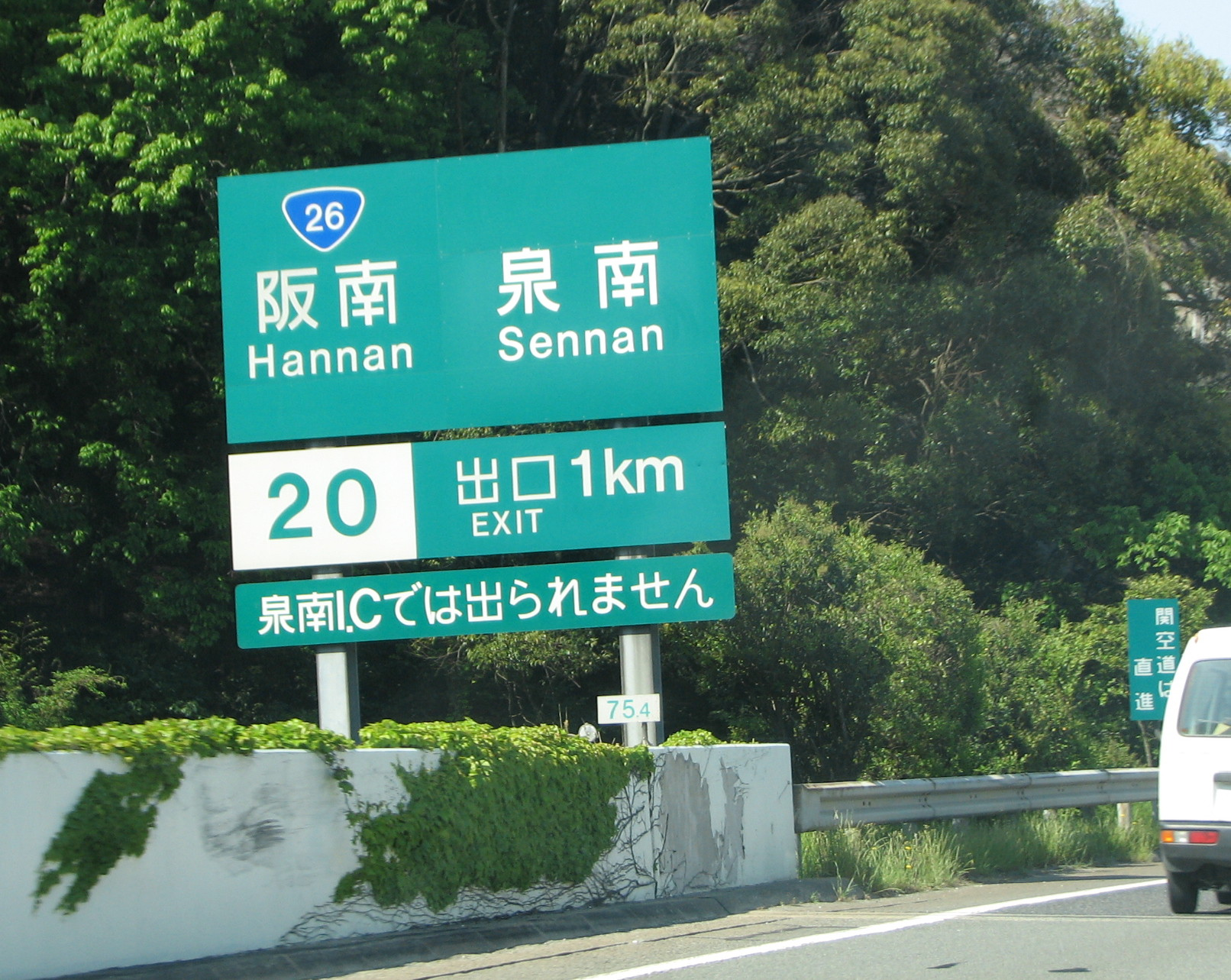
Afrit Hannan

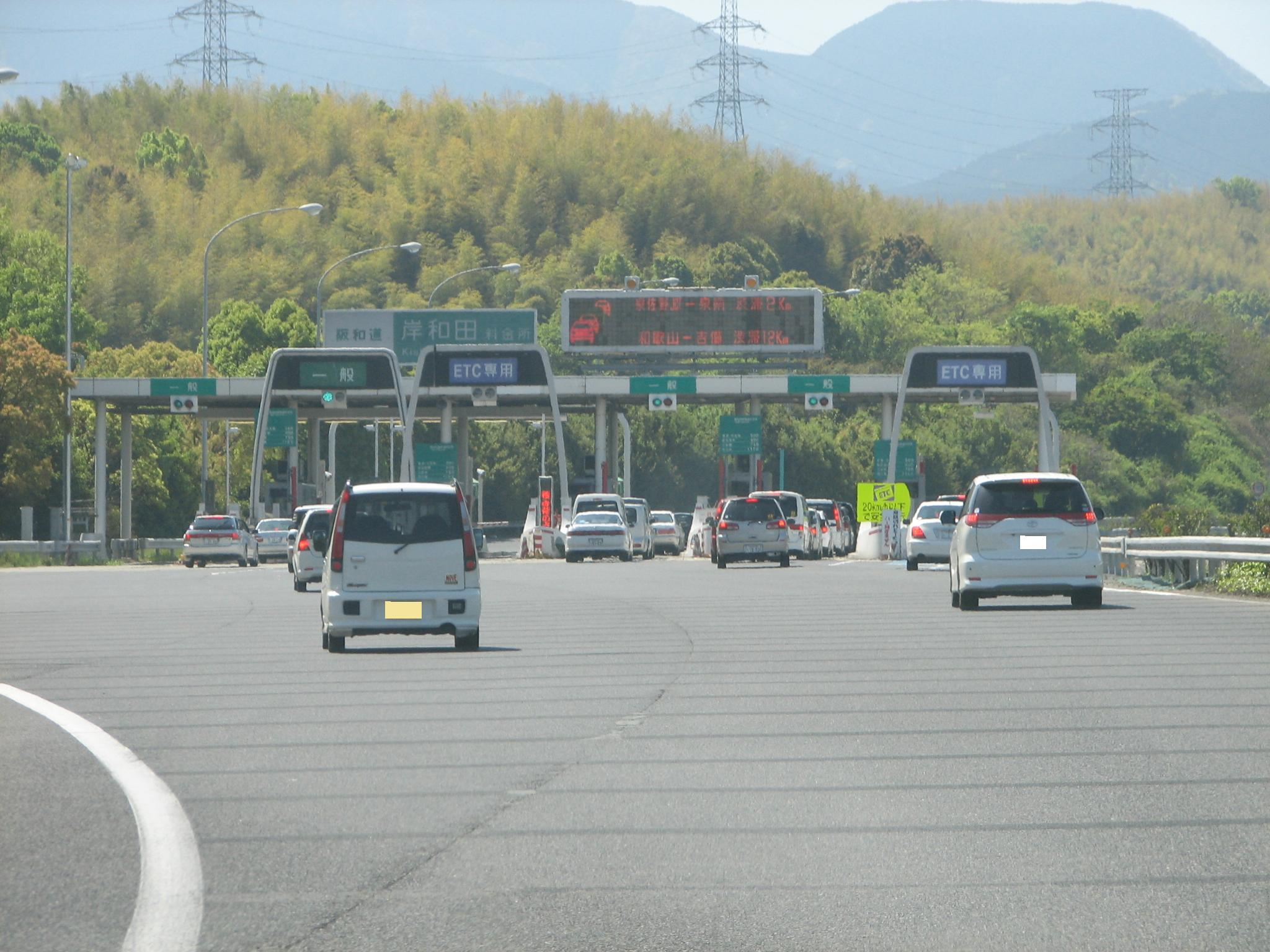
Kishiwada-tol

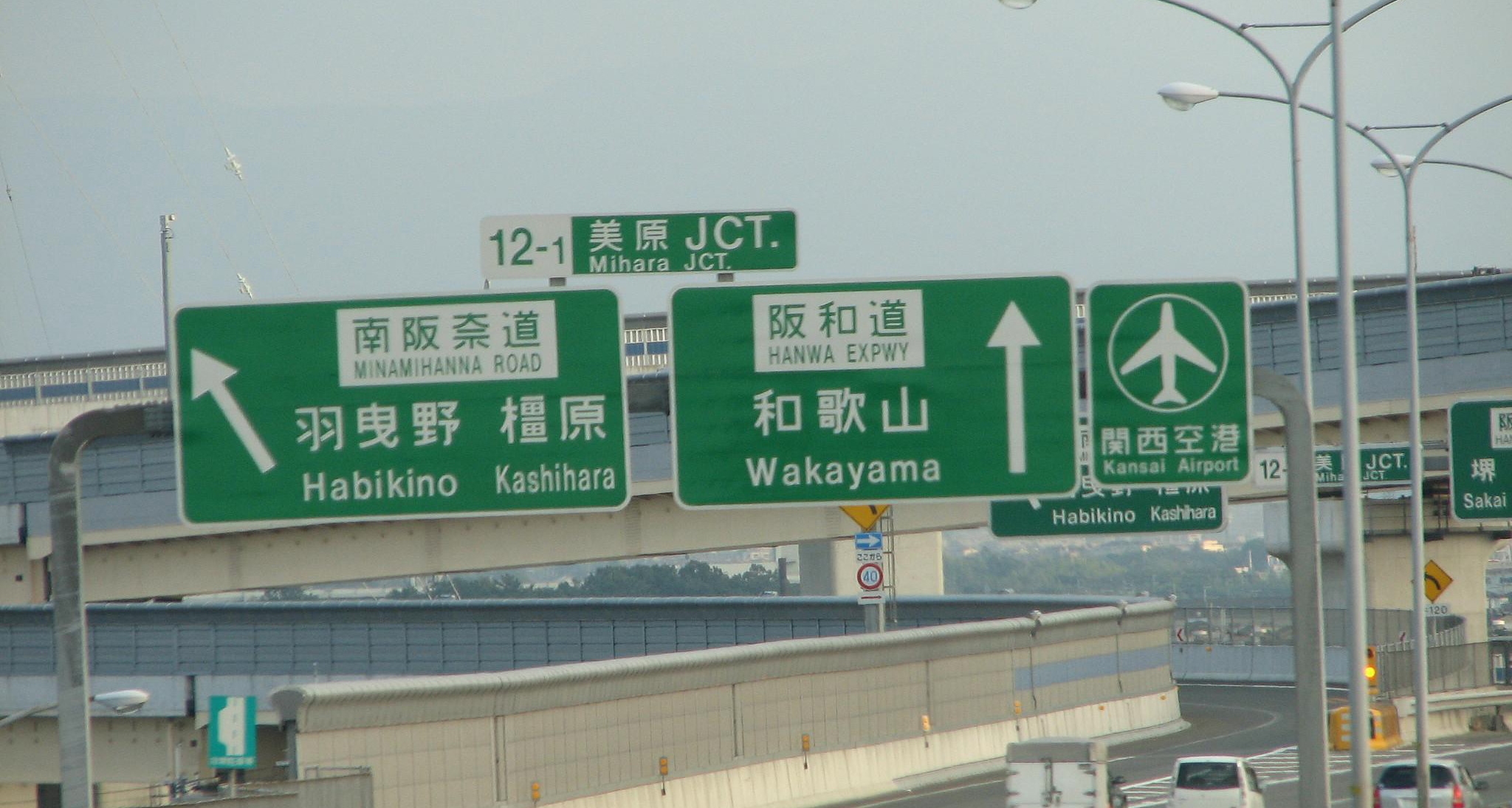
Knooppunt Mihara

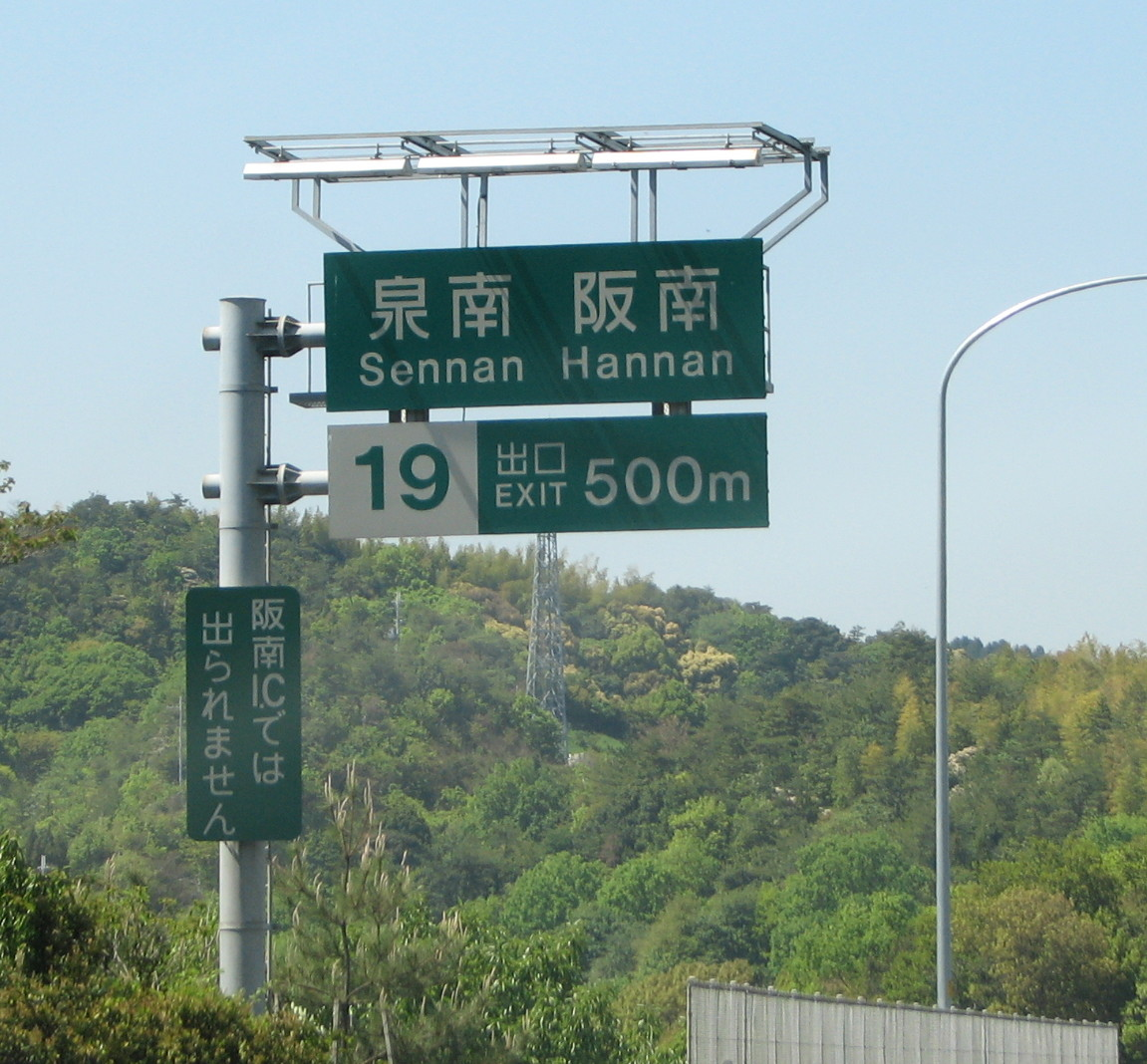
Afrit Sennan

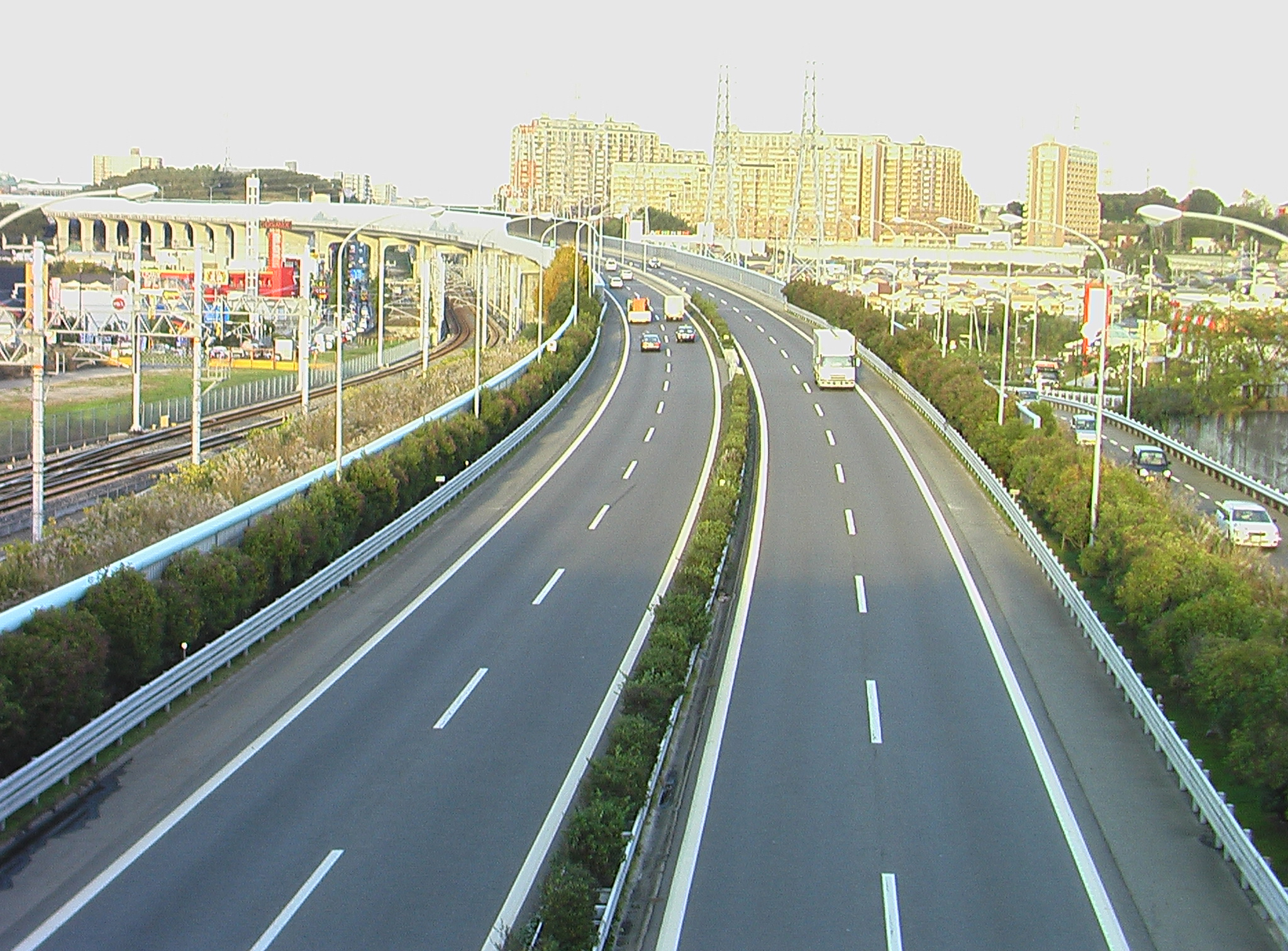
Hanwa-autosnelweg in Izumi

De Hanwa-autosnelweg (Japans: 阪和自動車道, Hanwa Jidōsha-dō; Engels: Hanwa Expressway) is een Japanse autosnelweg die Matsubara in de prefectuur Osaka verbindt met Tanabe in de prefectuur Wakayama. De autosnelweg is 127,9 km lang en bestaat sinds 1974. Er bestaan plannen om de snelweg door te trekken tot in Susami. De autosnelweg wordt uitgebaat door de West Nippon Expressway Company (NEXCO West Japan).

## Verbindingen
- Hanshin-autosnelweg 14 : via het knooppunt Matsubara
- Nishi-Meihan-autosnelweg :  via het knooppunt Matsubara
- Kinki-autosnelweg :  via afrit 11 Matsubara
- Nationale autowegen 32, 165 en 166 via knooppunt Mihara
- Nationale autoweg 36 (tolweg) via knooppunt Sakai (enkel in de richting van Matsubara)
- Kansai Kuko-autosnelweg : via knooppunt Izumisano
- Keinawa-autosnelweg : via knooppunt Wakayama

## Traject
■ open
■ gepland
- ： Afrit of  aansluiting
- : Knooppunt

- : Tol
- : Brug
- : Tunnel
- : Parking
- : Verzorgingsplaats  (Service Area)

| Nummer                                       | Naam                       | Aansluitingen                                          | Afstand                    | Afstand                    | Locatie                    | Locatie                    |                            |                            |
| van/naar Kinki-autosnelweg                   | van/naar Kinki-autosnelweg | van/naar Kinki-autosnelweg                             | van/naar Kinki-autosnelweg | van/naar Kinki-autosnelweg | van/naar Kinki-autosnelweg | van/naar Kinki-autosnelweg | van/naar Kinki-autosnelweg | van/naar Kinki-autosnelweg |
| -------------------------------------------- | -------------------------- | ------------------------------------------------------ | -------------------------- | -------------------------- | -------------------------- | -------------------------- | -------------------------- | -------------------------- |
| 11                                           | Matsubara                  | Osaka prefecturale weg 2 (Osaka ringweg)               | 0,0                        | 127,9                      | Osaka                      | Matsubara                  |                            |                            |
| 12                                           | Mihara Kita                | Osaka prefecturale weg 36                              | 3,0                        | 124,9                      | Osaka                      | Mihara-ku Sakai            |                            |                            |
| 12-1                                         | Knooppunt Mihara           | Autoweg 165 - Autoweg 166 - Osaka prefecturale weg 32  | 3,4                        | 124,5                      | Osaka                      | Mihara-ku Sakai            |                            |                            |
| 13                                           | Mihara Minami              | Osaka prefecturale weg 36                              | 5,2                        | 122,7                      | Osaka                      | Mihara-ku Sakai            |                            |                            |
|                                              | Sakai Tol                  |                                                        | ↓                          | ↑                          | Osaka                      | Naku-ku Sakai              |                            |                            |
| 14                                           | Knooppunt Sakai            | Osaka prefecturale weg 36 (tolweg)                     | 11,4                       | 116,5                      | Osaka                      | Naku-ku Sakai              |                            |                            |
| 15                                           | Sakai                      | Osaka prefecturale weg 61                              | 12,3                       | 115,6                      | Osaka                      | Minami-ku Sakai            |                            |                            |
| 16                                           | Kishiwada Izumi            | Osaka prefecturale weg 230                             | 22,4                       | 105,5                      | Osaka                      | Izumi                      |                            |                            |
|                                              | Kishiwada tol              |                                                        | ↓                          | ↑                          | Osaka                      | Kishiwada                  |                            |                            |
|                                              | Kishiwada                  |                                                        | 27,3                       | 100,6                      | Osaka                      | Kishiwada                  |                            |                            |
| 17                                           | Kaizuka                    | Osaka prefecturale weg 40                              | 31,5                       | 96,2                       | Osaka                      | Kaizuka                    |                            |                            |
| 18                                           | Knooppunt Izumisano        | Kansai Kuko-autosnelweg                                | 37,8                       | 90,1                       | Osaka                      | Izumisano                  |                            |                            |
| 19                                           | Sennan                     | Osaka prefecturale weg 63                              | 43,7                       | 84,2                       | Osaka                      | Sennan                     |                            |                            |
| 20                                           | Hannan                     | Osaka prefecturale weg 64 - Osaka prefecturale weg 256 | 45,4                       | 82,5                       | Osaka                      | Hannan                     |                            |                            |
|                                              | Verzorgingsplaats Kinokawa |                                                        | 54,8                       | 73,1                       | Wakayama                   | Wakayama                   |                            |                            |
| <20-1>                                       | Knooppunt Wakayama         | Keinawa-autosnelweg gepland                            | 56,6                       | 71,3                       | Wakayama                   | Wakayama                   |                            |                            |
| <20-2>                                       | Wakayama Kita              |                                                        | 57,8                       | 70,1                       | Wakayama                   | Wakayama                   |                            |                            |
|                                              | Kinokawakyō                |                                                        | ↓                          | ↑                          | Wakayama                   | Wakayama                   |                            |                            |
| 21                                           | Wakayama                   | Autoweg 24 (ring Wakayama)                             | 59,7                       | 68,2                       | Wakayama                   | Wakayama                   |                            |                            |
| 22                                           | Kainan Higashi             | Wakayama prefecturale weg 18                           | 69,9                       | 58,0                       | Wakayama                   | Kainan                     |                            |                            |
| 23                                           | Kainan                     | Autoweg 42                                             | 72,7                       | 55,2                       | Wakayama                   | Kainan                     |                            |                            |
|                                              | Fujishiro-tunnel           |                                                        | ↓                          | ↑                          | Wakayama                   | Kainan                     |                            |                            |
| 24                                           | Shimozu                    | Wakayama prefecturale weg 166                          | 75,0                       | 52,9                       | Wakayama                   | Kainan                     |                            |                            |
|                                              | Shimotsu-tunnel            |                                                        | ↓                          | ↑                          | Wakayama                   | Kainan                     |                            |                            |
|                                              | Nagamine-tunnel            |                                                        | ↓                          | ↑                          | Wakayama                   | Kainan                     |                            |                            |
| Aridagawa                                    | Nagamine-tunnel            |                                                        | ↓                          | ↑                          | Wakayama                   |                            |                            |                            |
|                                              | Aridagawakyō               |                                                        | ↓                          | ↑                          | Wakayama                   |                            |                            |                            |
| 25                                           | Arida                      | Wakayama prefecturale weg 18 - Autoweg 42              | 82,1                       | 45,8                       | Wakayama                   |                            |                            |                            |
| 26                                           | Arida Minami               |                                                        | 83,1                       | 44,8                       | Wakayama                   |                            |                            |                            |
|                                              | Parking Kibyuasa           |                                                        | 84,7                       | 43,2                       | Wakayama                   |                            |                            |                            |
| 27                                           | Yuasa                      |                                                        | 85,7                       | 42,2                       | Wakayama                   | Yuasa                      |                            |                            |
| 28                                           | Hirogawa                   | Autoweg 42                                             | 88,2                       | 39,7                       | Wakayama                   | Hirogawa                   |                            |                            |
|                                              | 鳥松山トンネル             |                                                        | ↓                          | ↑                          | Wakayama                   | Hirogawa                   |                            |                            |
| 28-1                                         | Hirogawa Minami            |                                                        | 92,7                       | 35,2                       | Wakayama                   | Hirogawa                   |                            |                            |
|                                              | 川辺第一トンネル           |                                                        | ↓                          | ↑                          | Wakayama                   | Hirogawa                   |                            |                            |
| Hidakagawa                                   | 川辺第一トンネル           |                                                        | ↓                          | ↑                          | Wakayama                   |                            |                            |                            |
| 29                                           | Kawabe                     |                                                        | 96,6                       | 31,3                       | Wakayama                   |                            |                            |                            |
|                                              | 川辺第二トンネル           |                                                        | ↓                          | ↑                          | Wakayama                   |                            |                            |                            |
|                                              | Hidakagawakyō              |                                                        | ↓                          | ↑                          | Wakayama                   |                            |                            |                            |
| Gobo                                         | Hidakagawakyō              |                                                        | ↓                          | ↑                          | Wakayama                   |                            |                            |                            |
| 30                                           | Gobo                       | Wakayama prefecturale weg 27                           | 100,8                      | 27,1                       | Wakayama                   |                            |                            |                            |
| 31                                           | Gobo Minami                | Wakayama prefecturale weg 25                           | 101,9                      | 26,0                       | Wakayama                   |                            |                            |                            |
| 32                                           | Inami                      | Wakayama prefecturale weg 28                           | 110,3                      | 17,6                       | Wakayama                   | Inami                      |                            |                            |
|                                              | Inami                      |                                                        | 112,7                      | 15,2                       | Wakayama                   | Inami                      |                            |                            |
|                                              | Shimada-tunnel             |                                                        | ↓                          | ↑                          | Wakayama                   | Inami                      |                            |                            |
| Minabe                                       | Shimada-tunnel             |                                                        | ↓                          | ↑                          | Wakayama                   |                            |                            |                            |
|                                              | Takadayama-tunnel          |                                                        | ↓                          | ↑                          | Wakayama                   |                            |                            |                            |
| 33                                           | Minabe                     | Autoweg 424                                            | 122,1                      | 5,8                        | Wakayama                   |                            |                            |                            |
|                                              | Nanki Tanabe-tol           |                                                        | ↓                          | ↑                          | Wakayama                   | Tanabe                     |                            |                            |
| 34                                           | Nanki Tanabe               | Autoweg 42 (Ring Tanabe-Nishi)                         | 127,9                      | 0,0                        | Wakayama                   | Tanabe                     |                            |                            |
| <35>                                         | (Kamitonda)                | Autoweg 42                                             | -                          | -                          | Wakayama                   | Kamitonda                  |                            |                            |
| <36>                                         | (Shirahama)                |                                                        | -                          | -                          | Wakayama                   | Shirahama                  |                            |                            |
| <37>                                         | (Hikigawa)                 | Wakayama prefecturale weg 37                           | -                          | -                          | Wakayama                   | Shirahama                  |                            |                            |
| <38>                                         | (Susami)                   | Wakayama prefecturale weg 38                           | -                          | -                          | Wakayama                   | Susami                     |                            |                            |
| geplande verbinding met de Kisei-autosnelweg |                            |                                                        |                            |                            |                            |                            |                            |                            |